# 内维尔·马克斯韦尔
内维尔·马克斯韦尔 (英語：Neville Maxwell, 1926年6月—2019年9月23日)，英国裔澳大利亚记者，《印度对华战争》一书的作者，因报道1962年的中印边境战争而闻名。

## 生平
内维尔·马克斯韦尔1926年6月出生在伦敦，曾在麦吉尔大学和剑桥大学求学，1959年加入英国泰晤士报任外交记者。在华盛顿分部待了三年时光。1959年被派遣至印度新德里分部任南亚记者。在接下来的八年时光，他走南闯北，记录下贾瓦哈拉尔·尼赫鲁时代的最后风采以及他之后的印度发展。1962年开始，为泰晤士报撰写中印边境战争报道，是唯一没有不加批判地接受印度官方历史事件记录的记者。这也导致了他被印度政府"虚拟驱逐"。
1967年他进入伦敦大学亚非学院任高级研究员，并着手开始撰写著作《印度对华战争》，1970年当著作发布时他在牛津大学的英联邦研究所。这本书从他得到的印度政府撰写的被视为最高机密《亨德森·布鲁克斯报告》的复印件中获取大量印度方面訊息，中国方面由于缺乏相应有效訊息，和其他外国学者相似，他不得不依赖于中国官方对中国观点的陈述的推论，但是没有试图评估这些观念的准确性。
这本书在各种不同的意见中得到广泛赞誉，包括英国历史学家A·J·P·泰勒，中华人民共和国总理周恩来和美国国务卿亨利·基辛格。另一方面，新加坡总理李光耀评价说“修正主义，亲中国历史”。 印度叙述受害者对他充满敌意，并进行凶猛的人身攻击。印度政府指控他违反官方保密法，迫使他离开印度以避免逮捕，直到八年后印度总理莫拉尔吉·德赛废除。1971年的一次宴会上，周恩来和巴基斯坦总理佐勒菲卡尔·阿里·布托走到马克斯韦尔面前举杯。周恩来说：“你的书为真理做出了贡献，造福了中国。”
他被指控存在反印度偏见。印度记者库尔迪普·纳亚尔（Kuldip Nayar）是《泰晤士报》的记者，麦克斯韦尔是该报驻德里的记者，他表示麦克斯韦尔有很深的反印度偏见，并称其把印度比作英国殖民地。与此同时，据说麦克斯韦尔对中国的专制政权也给予了充分的赞扬。其他认识他的人也表达了类似的观点。
1967年，他撰写了一系列文章，声称印度的民主正在“瓦解”。他说，饥荒“具有威胁性”，政府“紧张”，认为其普遍腐败，政府和执政党（印度国大党）失去了公众信心等。他还声称，印度在民主制度下发展的实验失败了，并预测下一次大选（1971年印度大选）将是最后一次。
2014年，他上传了印度政府保密50年之久的《亨德森·布鲁克斯报告》到互联网上。这份报告1962年由印度军方撰写，主要分析了中印边境战争中印度失利的原因。但印度境内无法阅读该报告，当局也拒绝解释原因。

## 部分出版著作
- . The China Quarterly. 1970, 43: 47–80. doi:10.1017/s030574100004474x.
- . London: Cape. 1970. ISBN 0-224-61887-3.
- . The China Quarterly. 1971, 45: 157–163. doi:10.1017/s0305741000010481. （原始内容存档于2016-03-06）.
- . International Affairs (Royal Institute of International Affairs 1944-) (Wiley). January 1971, 47 (1): 31–44. JSTOR 2614677.

- . Oxford; New York: Pergamon Press. 1979. ISBN 0-08-023140-3.
- . London: MRG. 1980. ISBN 0-903114-19-4.
- . Beijing: Shi jie zhi shi chu ban she : Xin hua shu dian Beijing fa xing suo fa xing. 1981.
- with Bruce J. McFarlane. . Oxford ; New York: Pergamon Press. 1984. ISBN 0-08-030849-X.
- . Economic and Political Weekly. 1999, 34 (14): 905–918. JSTOR 4407848.
- . Economic and Political Weekly. 2001, 36 (14/15): 1189–1193. JSTOR 4410481.
- . Critical Asian Studies. 2003, 35 (1): 99–112. doi:10.1080/14672710320000061497.
- . Economic and Political Weekly. 2006, 41 (36): 3873–3881. JSTOR 4418678.